# Годрано
Годрано, Ґодрано (італ. Godrano, сиц. Gudranu) — муніципалітет в Італії, у регіоні Сицилія,  метрополійне місто Палермо.
Годрано розташоване на відстані близько 460 км на південь від Рима, 25 км на південь від Палермо.
Населення — 1182 особи (2014).
Щорічний фестиваль відбувається 3 вересня. Покровитель — San Giuseppe.

## Демографія
Населення за роками:

Станом на 1 січня 2023 року в муніципалітеті офіційно проживало 9 іноземців з 5 країн, серед них 3 громадяни країн Євросоюзу.

## Сусідні муніципалітети
- Корлеоне
- Маринео
- Меццоюзо
- Монреале